# Усатова Балка
Усатова Балка — хутор в составе муниципального образования город-курорт Анапа Краснодарского края. Входит в состав Анапского сельского округа.

## География
Примыкает к восточной окраине станицы Анапской на расстоянии около 8 км от центра Анапы.

## Население
| 2002 | 2010 |
| ---- | ---- |
| 779  | ↗866 |